# Itamar Navildo Vian
Itamar Navildo Vian OFMCap. (ur. 27 sierpnia 1940 w Roca Sales) – brazylijski duchowny katolicki, biskup diecezjalny (1995-2002), a następnie arcybiskup metropolita (2002-2015) Feira de Santana.

## Życiorys
Święcenia kapłańskie przyjął 1 grudnia 1968 w zakonie kapucynów. Był m.in. wikariuszem prowincji Rio Grande do Sul, rektorem zakonnego seminarium w Pelotas, a także profesorem katolickiego uniwersytetu w tymże mieście.

### Episkopat
29 grudnia 1983 papież Jan Paweł II mianował go biskupem diecezji Barra. Sakry biskupiej udzielił mu 8 kwietnia 1984 abp João Cláudio Colling.
22 lutego 1995 został prekonizowany biskupem diecezji Feira de Santana, zaś 16 stycznia 2002, w związku z podniesieniem jej do rangi metropolii, został ustanowiony jej pierwszym arcybiskupem.
18 listopada 2015 przeszedł na emeryturę.